# Fabiano detto Inoki
Fabiano detto Inoki è il secondo album in studio del rapper italiano Inoki, pubblicato il 19 ottobre 2005 dalla Relief Records EU.

## Descrizione
Il disco si compone di venti brani, di cui alcuni realizzati mediante la collaborazione di Inoki con vari artisti, tra cui i Club Dogo e Rischio. Secondo lo stesso Inoki, nel corso di un'intervista del 2022, Fabiano detto Inoki è quello che lo ha maggiormente rappresentato durante il suo percorso artistico:

## Tracce
1. Intro – 1:30 (musica: Fabiano Ballarin, Stefano Guidi, A. Zibi)
2. I.N.O.K.I. (Out for the Glory) – 4:01 (Fabiano Ballarin, Luigi Florio)
3. Pagine bianche – 4:28 (Fabiano Ballarin, Matteo Bernacchi)
4. Nuova leva – 2:49 (Fabiano Ballarin, Pablo Lombroni)
5. Soltanto tu – 3:26 (Fabiano Ballarin, Pablo Lombroni)
6. Cash Dreamin' Skit – 2:39
7. Cash Dreamin' RMX – 4:00 (Fabiano Ballarin, Matteo Bernacchi)
8. Med Connection (feat. Rischio, Royal Mehdi, Gianni K.G., Nunzio, Lamaislam, MoPasha and Gora) – 6:19 (Fabiano Ballarin, G. Fabiani, Marco Sanzari, Gianni Zocchi, D. Silipigni, Issam M'Rini, Mohamed Fadouni, Gora, Pablo Lombroni)
9. Bologna by Night 2004 – 4:14 (Fabiano Ballarin, Matteo Bernacchi)
10. Nuovi re (New Kingz Anthem) (feat. Tek Money and Club Dogo) – 5:06 (Fabiano Ballarin, Pierre Tetek, Francesco Vigorelli, Cosimo Fini, Luigi Florio)
11. Ripartire da zero – 4:48 (Fabiano Ballarin, Pablo Lombroni)
12. La regina del party (feat. Ask and Tek Money) – 4:30 (Fabiano Ballarin, Pierre Tetek, Ricardo Phillips, Pablo Lombroni)
13. È un gran viaggio Skit – 1:30
14. È un gran viaggio (feat. DJ Jay Kay) – 3:14 (Fabiano Ballarin, Stefano Guidi, Pablo Lombroni)
15. House Party (feat. Tek Money) – 3:46 (Fabiano Ballarin, Pablo Lombroni)
16. Non mi avrete mai – 3:52 (Fabiano Ballarin, Matteo Bernacchi)
17. Ho visto – 4:18 (Fabiano Ballarin, Luigi Florio)
18. Outro (feat. DJ Jay K) – 2:00 (musica: Pablo Lombroni)
19. Quando qualcuno se ne va (Bonus Track) – 2:31 (Fabiano Ballarin, Pablo Lombroni)
20. Bologna by Night 2004 RMX (Bonus Track) – 4:25 (Fabiano Ballarin, Matteo Bernacchi)

## Formazione
Musicisti
- Inoki – voce (eccetto traccia 6)
- DJ Jay Kay – scratch (tracce 1 e 14)
- MoPasha – voce aggiuntiva (traccia 2), voce (tracce 6, 8 e 13)
- Jake La Furia – voce aggiuntiva (traccia 2), voce (traccia 10)
- Nest – voce aggiuntiva (traccia 2)
- Don Joe – voce aggiuntiva (traccia 2), voce (traccia 10)
- Von Washington – basso (tracce 4, 11 e 14)
- Gloria Tatanka – voce aggiuntiva (traccia 4)
- Nunzio – voce (tracce 6, 8, 13)
- Tek Monkey – voce (traccia 6)
- Ricky – voce (traccia 6)
- Rischio aka Jimmi Spinelli – voce (traccia 8)
- Royal Mehdi – voce (traccia 8)
- Gianni K.G. – voce (traccia 8)
- Lamaislam – voce (traccia 8)
- Gora – voce (traccia 8)
- Tek Monkey – voce (tracce 10, 12, 13 e 15)
- Gué Pequeno – voce (traccia 10)
- Michele Lazzarini – sassofono (traccia 11)
- Ask – voce (traccia 12), voce aggiuntiva (traccia 15)
- Adiam – voce aggiuntiva (traccia 15)

Produzioni
- Davide Ballatore – produzione esecutiva
- Nazzareno Camaioni – produzione esecutiva
- Fabiano Ballarin – produzione esecutiva
- Roberto "Baboo" Baldi – mastering
- DJ Jay Kay – produzione e registrazione scratch (tracce 1 e 14)
- Nest – produzione (traccia 1)
- Don Joe – produzione e registrazione (tracce 2, 10 e 17), missaggio (tracce 2, 4, 5, 8, 10-12, 14, 15, 17 e 18)
- DJ Shocca – produzione, registrazione e missaggio (tracce 3, 7, 9, 16 e 20)
- DJ Shablo – produzione (tracce 4, 5, 8, 11, 12, 14, 15, 18 e 19)
- Duna – registrazione (tracce 4, 5, 11, 12, 14 e 19)
- Solid Crew – registrazione (traccia 8, 10, 12 e 15)